# گابریل (شخصیت)
گابریل (به انگلیسی: Gabrielle) یکی از شخصیت‌های زینا: شاهدخت جنگجو و سه قسمت از مجموعهٔ مادر هرکول است.